# فرقة فافن الجبلية الرابعة والعشرون إس إس كاستيغه
فرقة فافن الجبلية  الرابعة والعشرون إس إس كاستيغه فرقة مشاة جبلية ألمانية لفافن إس إس الجناح المسلح للحزب النازي التي تخدم جنبا إلى جنب، ولكن لم ليس رسميا جزءا من الفيرماخت خلال الحرب العالمية الثانية. سميت (بالألمانية: Karstjäger) (" كارست صياد") ، كانت واحدة من 38 فرقة تابعة لفافن إس إس. شكلت في 18 يوليو 1944 من الكتيبة Karstwehr SS المتطوعين، شاركت بشكل أساسي في محاربة البارتزيان في هضبة كارست على حدود يوغوسلافيا وإيطاليا والنمسا. تطلبت التضاريس الجبلية قوات ومعدات جبلية متخصصة.
تأسست في عام 1942 بوصفها سرية، وحدة تتألف أساسا من اليوغوسلافي <i id="mwJg">Volksdeutsche</i> والمجندين من جنوب تيرول. على الرغم من تركيزها على العمليات المعادية للبارتزيان، إلا أنها شهدت أيضًا إجراءات في أعقاب الاستسلام الإيطالي عندما تحركت لنزع سلاح القوات الإيطالية في تارفيزيو وحماية المجتمعات العرقية الألمانية في إيطاليا. بالإضافة إلى ذلك، في نهاية الحرب، ناضلت بنجاح لإبقاء الممرات إلى النمسا مفتوحة، مما سمح للوحدات الألمانية بالهروب من البلقان والاستسلام للقوات البريطانية. أصبحت بقايا الوحدة بعضًا من آخر الألمان الذين ألقوا أسلحتهم عندما استسلموا للفرقة المدرعة البريطانية السادسة في 9 مايو 1945.

## القادة
وفقًا للمؤرخ جوردون ويليامسون، قاد ثلاثة ضباط منفافن-غس إس الفرقة وبعد ذلك اللواء: 
- إس إس- أوبرستورمبانفورر Karl Marx (ديسمبر 1944)
- إس إس- قائد وحدة الاعتداء Werner Hahn (ديسمبر 1944  –  فبراير 1945)
- إس إس- أوبرفورر Adolf Wagner (فبراير  –  مايو 1945)